# Ходішу
Ходішу (рум. Hodișu) — село у повіті Клуж в Румунії. Входить до складу комуни Поєнь.
Село розташоване на відстані 369 км на північний захід від Бухареста, 54 км на захід від Клуж-Напоки.

## Населення
За даними перепису населення 2002 року у селі проживали 473 особи, усі — румуни. Усі жителі села рідною мовою назвали румунську.